# 2C-I
2C-I, piše se još i 2Ci i 2C-I, droga, "rođak" raširenije verzije halucinogena 2cb, jedne od brojnih kemikalija sličnih obitelji MDMA (ecstasy), samo sa snažnijim i dužim djelovanjem od nekada popularnije verzije 2cb-a i od samog E-ja. 2C-I (2,5-dimethoxy-4-odophenethylamine) osamdesetih su godina prošlog stoljeća sintetizirali kemičari Alexander i Anne Shulgin (odgovorni za stvaranje više od dvije stotine psihoaktivnih supstanci). Detaljnu dokumentaciju, način pripreme i učinke, objavili su u svojoj kultnoj knjizi "Pikhal - A Chemical Love Story". 2000-ih se 2C-I na nekim od najvećih glazbenih događanja sezone - ta nova droga masovno se konzumirala na maratonskim tulumima u raskošnim klubovima Ibize i na velikoj open air rock veselici Glastonbury. Krajem 2003. godine 2C-I postaje i novom noćnom ponudom Londona. Partyjaneri opisuju 2C-I superlativima. "Ecstasy kojeg možeš bolje kontrolirati, samo s boljim vizualnim efektima", jedan je od opisa djelovanja ove droge od strane onih koji su je probali, dok drugi kažu da 2C-I djeluje kao LSD, samo što "gledaš film umjesto da ga živiš". Čini se i da 2C-I daje više energije nego ecstasy. Shulgini su 2C-I testirali u različitim dozama, opisujuću u "Pihkalu" učinke uz različite doze. Primjerice, s dozom od 15 miligrama Alexander je doživio vizualni efekt sličan uzimanju droge 2cb. Učinak uspoređuje s "perzijskim tepihom, vrlo šarenim i aktivnim". S jednim miligramom više učinak postaje intenzivniji; vrhunac doživljaja boja događa se oko dva sata nakon uzimanja doze. O posljedicama nakon uzimanja 20 miligrama Shulgin piše: "Idući dan spavao sam sjajno. Energija - neobično dobra". 2C-I je u Britaniji klasificiran u grupu "teških droga". Na tržište zapada dolazi preko Indije, Azije i "balkanskih ruta". U Hrvatskoj 2C-I-a u široj uporabi još nema.